# BRAC Onnesha
BRAC Onnesha (так же BIRD BB) — первый искусственный спутник Земли, произведённый в Бангладеш. Аппарат был запущен 3 июня 2017 года из Космического центра Кеннеди с помощью ракеты-носителя Falcon 9 рамках миссии SpaceX CRS-11 и служил для наблюдения Земли и проведения технических экспериментов.

## История
Идея разработки спутника возникла в Бангладеш в 2013 году.
15 июня 2016 года университет BRAC, подписал соглашения об участии в международном проекте по созданию созвездия спутников Birds под патронажем технологического института Кюсю в Японии. Этот проект также предполагал создание ещё 4 наноспутников идентичных друг другу странами: Гана, Нигерия, Монголия и Япония.
Спутник изготавливался студентами в течение 2 лет.
Кроме того для отслеживания работы аппарата и приёма научной информации в кампусе университета был возведён контрольно-измерительный пункт.
В начале 2017 года университет BRAC выступил с инициативой вступить в сотрудничество с Организацией по исследованию космического пространства и дистанционному зондированию.
После запуска в корабле SpaceX CRS-11 был доставлен на МКС. Там 7 июля 2017 года из японского модуля Кибо всё созвездие вместе с спутником BRAC Onnesha было выведено на целевую орбиту. Спутники GhanaSat-1 из Ганы и Mazaalai из Монголии также стали первыми национальными спутниками стран.
6 мая 2019 года спутник сошёл с орбиты и сгорел в плотных слоях атмосферы Земли

## Конструкция
Спутник представляет собой типичный кубический наноспутник со стороной 10 см на платформе CubeSat 1U массой 1 кг. Электропитание осуществляется с помощью солнечных батарей, расположенных вдоль корпуса. Ориентация на Землю осуществляется по магнитному полю с помощью электромагнитов. Навигация производилась с помощью приёмников GPS.
В качестве полезной нагрузки внутри аппарата расположено две цифровых ПЗС-камеры, датчик космического излучения и прибор для измерения плотности атмосферы. 0,3-мегапиксельная и 5-мегапиксельная камеры снимали Землю в оптическом и ближнем инфракрасном спектре с разрешением 100 метров. Также был установлен небольшой ретранслятор для радиолюбителей. Он транслировал гимн страны.

## Задачи
Основными задачами спутника были:
- проведение независимых наблюдений Земли с целью картографирования и отслеживания водных ресурсов и лесного и сельского хозяйства страны[9].
- измерения радиационного фона Земли.
- повышение престижа страны и интереса к космическим исследованиям. Обучение студентов для последующей самостоятельной работы.
- проведение технологических экспериментов по функционированию систем связи и навигации[10].